# Zbiór (album)
Zbiór – debiutancki album Wojciecha Baranowskiego wydany 25 października 2019 roku nakładem wytwórni Warner Music Poland. Nominacja do Fryderyka 2020 w kategorii Album Roku Pop.
Na Zbiorze znalazło się 10 utworów, w tym wszystkie dotychczasowe single Baranovskiego („Dym”, „Luźno”, „Zbiór”, „Czułe miejsce”) oraz upublicznione wcześniej piosenki „Hey” i „Mamo”, acz ta ostatnia nagrana została nowej, bardziej minimalistycznej aranżacji. Za produkcję muzyczną płyty odpowiadają sam Baranovski oraz znany z szeregów grupy Xxanaxx Michał Wasilewski alias Atari Wu.
W październiku 2020 album uzyskał certyfikat złotej płyty za sprzedaż ponad 15 000 egzemplarzy.

## Lista utworów
1. „Hey” – 4:13
2. „Czułe miejsce” – 3:34
3. „Kim” – 4:20
4. „Luźno” – 3:14
5. „Dym” – 3:34
6. „Zbiór” – 3:52
7. „Sam” – 4:37
8. „Pomów z nią” – 3:43
9. „Z bliska widać mniej” – 4:33
10. „Mamo” – 7:06